# Catedral de la Asunción de Santa María (Baia Mare)
La catedral de la Asunción de Santa María o alternativamente Catedral de Santa María (en rumano: Catedrala Adormirea Maicii Domnului din Baia Mare, Catedrala Sfânta Maria) es el nombre que recibe un edificio religioso que fue la iglesia catedral de la eparquía de Maramureș (Eparchia Maramuresensis) de la Iglesia greco-católica rumana. Fue creada en 1930 mediante la bula "Solemni Conventione" del papa Pío XI. Se encuentra ubicada en la ciudad de Baia Mare en Rumania.
La primera piedra del de este templo greco católico dedicado a la Asunción fue colocada en 1905. La iglesia fue transferida a la Iglesia ortodoxa rumana en 1948 por el Gobierno comunista y fue recategorizada como parroquia. El 10 de abril de 2009 se inició una disputa judicial por su posesión que obtuvo fallo el 19 de octubre de 2011 cuando el tribunal ordenó su devolución a la eparquía de Maramureș. Sin embargo, fallos de apelación de 28 de marzo de 2012 y de 16 de mayo de 2013 desestimaron la demanda, por lo que la iglesia continua en posesión ortodoxa y pero sigue siendo considerada como la catedral de la eparquía de Maramureș.

## Véase también

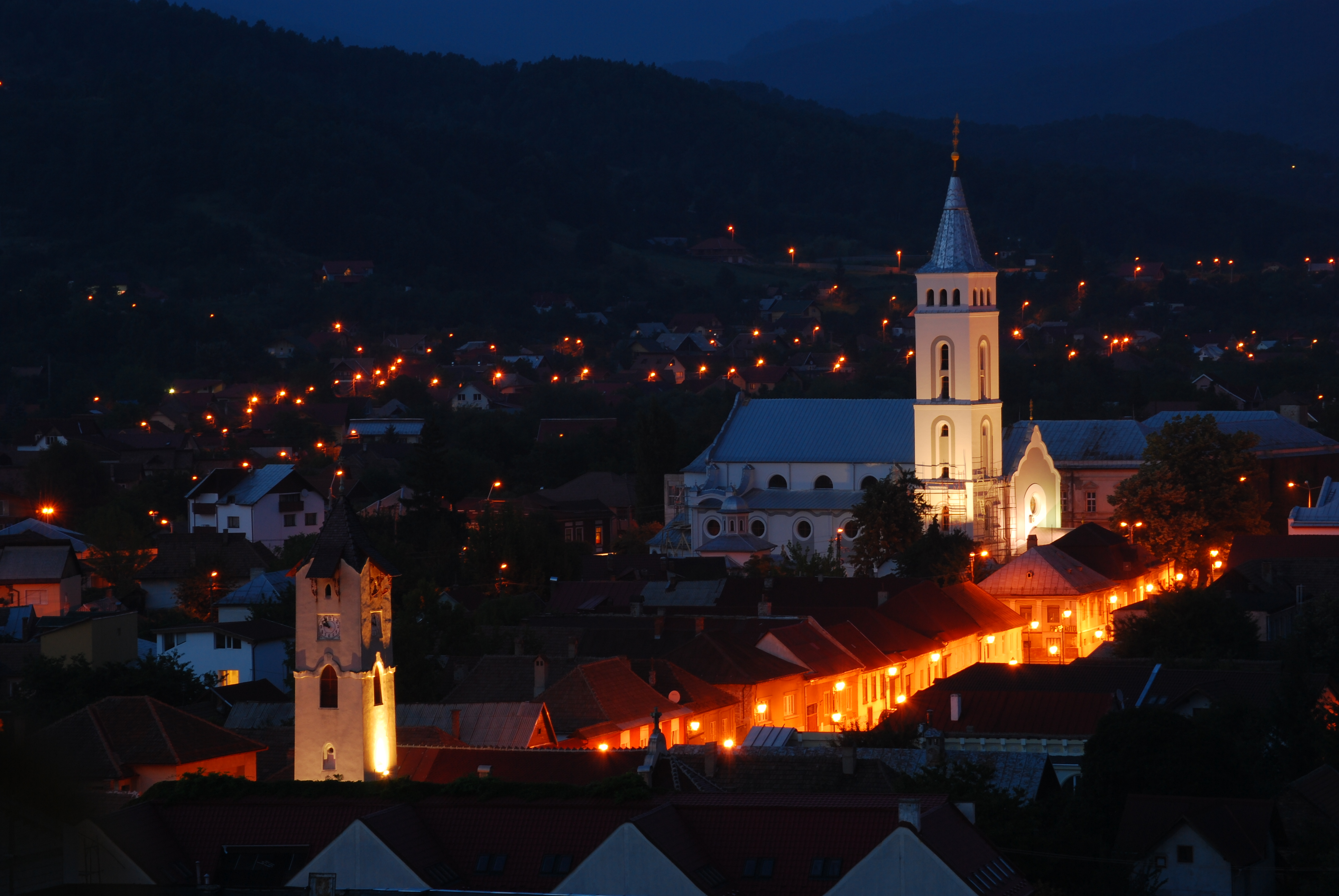
Vista nocturna